# A Nice Pair
A Nice Pair è un doppio album antologico dei Pink Floyd che comprende la ristampa degli album The Piper at the Gates of Dawn e A Saucerful of Secrets. Venne pubblicato negli USA nel 1973 e nel Regno Unito nel 1974.

## Storia
L'album venne pubblicato negli USA il 5 dicembre 1973 e nel Regno Unito il 18 gennaio 1974.

## Brani
Le due versioni, statunitense e inglese, differiscono per la versione del brano Astronomy Domine presente: la raccolta inglese riporta la versione registrata in studio tratta dal primo album del gruppo mentre quella statunitense la registrazione live tratta da Ummagumma.

## Copertina
La copertina dell'album è della Hipgnosis, che ha realizzato molte altre copertine per il gruppo. Dei diversi bozzetti inizialmente realizzati, nessuno fu reputato abbastanza efficace e così venne deciso di utilizzarli tutti: le quattro facciate complessive della copertina apribile (fronte, retro e le due facciate interne) sono state suddivise in nove riquadri ognuna, in ciascuno dei quali c'è un'immagine diversa. Alcune delle immagini del fronte e del retro sono rappresentazioni di giochi di parole figurati.
Per esempio, sul fronte vi sono:
- una forchetta in mezzo a una strada (fila centrale, a destra): è l'inglese "a fork in the road" che significa letteralmente biforcazione ma che è anche un modo per indicare la necessità di prendere una decisione tra due alternative altrettanto valide;
- un quadro giapponese con un personaggio che si libra in cielo (fila centrale, a sinistra) che indica il detto "a nip in the air", letteralmente "un morso d'aria" che corrisponde all'italiano freddo pungente, basato sul fatto che in inglese "nip" significa sia morso sia giapponese;
- dei piattini che volano nel cielo (ultima fila, al centro): si tratta di "flying saucers", ovvero dischi volanti;
- dei pesci in una teiera (ultima fila, a destra) rappresentano "a different kettle of fish" che corrisponde all'italiano "un altro paio di maniche".

Invece sul retro si trova:
- una bocca contenente una rana (in alto a sinistra), che sta per "a frog in the throat" (letteralmente, "un rospo in gola", cioè avere la voce rauca);
- un fumetto che rappresenta "laughing all the way to the bank" (in alto al centro) che letteralmente significa "ridendo lungo la strada per la banca" e si riferisce al guadagnare molto in modo semplice;
- una donna nuda, che tiene in mano un uccello mentre altri due sono accovacciati tra le sue gambe e indica "a bird in the hand is worth two in the bush", letteralmente "un uccello in mano vale più di due nel cespuglio" che equivale a "meglio un uovo oggi che una gallina domani".

Anche il titolo dell'album è associato a un gioco di parole figurato: l'immagine centrale della fila in alto del fronte rappresenta un seno di donna, "a nice pair" (una bella coppia), appunto. I Pink Floyd compaiono nel riquadro subito sotto, fotografati in una squadra di calcio, in sostituzione dell'immagine del pugile Floyd Patterson dipinto di rosa, il quale aveva preteso un compenso ritenuto troppo elevato. Anche altre immagini si riferiscono direttamente al gruppo, come un tizio in caffettano e occhialini, che indica il passato psichedelico dei Pink Floyd (retro, fila centrale, a sinistra), oppure una foto che ritrae un momento di discussione sulle copertine dei Pink Floyd (retro, in basso al centro). Altre fotografie sono state scelte per la loro bizzarria, come quella degli occhiali sfocati (retro, in basso a sinistra) che appartengono proprio al fotografo, privo dei quali non è riuscito a mettere a fuoco lo scatto, o lo spioncino della porta della famiglia "Fear", che in inglese significa paura (retro, immagine centrale). Anche la parte interna dell'album è suddivisa in diciotto riquadri, contenenti foto del gruppo.

## Tracce

### Disco 1:The Piper at the Gates of Dawn
Testi e musiche di Syd Barrett, eccetto dove diversamente indicato.
1. Astronomy Domine (versione U.S. tratta da Ummagumma e lunga 8:12) – 4:14
2. Lucifer Sam – 3:07
3. Matilda Mother – 3:08
4. Flaming – 2:46
5. Pow R. Toc H. – 4:26 (Barrett, Waters, Wright, Mason)
6. Take Up Thy Stethoscope and Walk – 3:05 (Waters)
7. Interstellar Overdrive – 9:41 (Barrett, Waters, Wright, Mason)
8. The Gnome – 2:13
9. Chapter 24 – 3:42
10. The Scarecrow – 2:11
11. Bike – 3:21

### Disco 2:A Saucerful of Secrets
1. Let There Be More Light – 5:38 (Roger Water)
2. Remember a Day – 4:33 (Richard Wright)
3. Set the Controls for the Heart of the Sun – 5:28 (Roger Waters)
4. Corporal Clegg – 4:13 (Roger Waters)
5. A Saucerful of Secrets – 11:57 (David Gilmour, Roger Water, Richard Wright, Nick Mason)
6. See-Saw – 4:36 (Richard Wright)
7. Jugband Blues – 3:00 (Syd Barrett)

## Formazione

### Gruppo
- Syd Barrett - chitarra e voce
- Roger Waters - basso e voce
- Rick Wright - tastiere, pianoforte, mellotron, vibrafono e voce
- Nick Mason - batteria, percussioni e voce
- David Gilmour - chitarra e voce

### Altri musicisti
- Norman Smith batteria e voce in Remember a Day
- Membri della Salvation Army:

Ray Bowes - cornetta
Terry Camsey - cornetta
Mac Carter - trombone
Les Condon - tuba Mib
Maurice Cooper - eufonio
Ian Hankey - trombone
George Whittingham - tuba Sib